# Scytodes arboricola
Scytodes arboricola är en spindelart som beskrevs av Jacques Millot 1946. Scytodes arboricola ingår i släktet Scytodes och familjen spottspindlar.
Artens utbredningsområde är Elfenbenskusten. Inga underarter finns listade i Catalogue of Life.